# Der Mann, der die Welt verändern wollte (1936)
Der Mann, der die Welt verändern wollte ist ein Schwarzweißfilm aus dem Jahr 1936. Nach der Kurzgeschichte Der Mann, der Wunder tun konnte von H.G. Wells, der auch das Drehbuch schrieb, entstand unter der Regie von Lothar Mendes eine Science-Fiction-Komödie, die am 5. Januar 1963 im ZDF zum ersten Mal in Deutschland zu sehen war.
Aus einer Laune heraus verleihen drei Götter einem einfachen Mann die Macht, dass  jeder seiner Wünsche erfüllt wird. 

## Handlung
Von drei Göttern auserwählt, darf der Angestellte George Fotheringay die Welt nach seinen Vorstellungen neu gestalten. Fotheringay spielt seinen Mitmenschen zunächst mehr oder weniger böswillige Streiche, ehe er sich auf die ihm  verliehene Macht besinnt und versucht Gutes zu tun. Dabei trifft er auf unterschiedliche Menschen – Kapitalisten, Idealisten, Konservative, Altruisten – und jeder versucht ihn von seiner Sicht einer perfekten Welt zu überzeugen.
Um das Böse aus der Welt zu verbannen, ist dem ehemaligen kleinen Angestellten praktisch jedes Mittel recht. Er ändert die Naturgesetze und endlich, um seine Macht zu beweisen, hält er die Erde an. Da das nur in einer Katastrophe enden kann, wird ihm seine Macht wieder genommen. Er landet wieder in dem Pub, wo alles begann, und weder er noch seine Mitmenschen können sich an die Ereignisse erinnern.

## Kritik
„Erstklassige Film-Fantasie“, schreibt die New York Herald Tribune und Kine Weekly bescheinigt dem Film, er sei brillant ersonnen, gespielt und inszeniert und verfüge über spektakulären Slapstick.
Der Filmdienst meint, Der Mann, der die Welt verändern wollte sei konsequent „zum Nachdenken anregend“ und „sehenswert“, trotz der „Unmenge von Tricküberraschungen“.